# Rhabdomys pumilio
Rhabdomys pumilio är en däggdjursart som först beskrevs av Anders Sparrman 1784.  Rhabdomys pumilio ingår i släktet Rhabdomys och familjen råttdjur. IUCN kategoriserar arten globalt som livskraftig. Inga underarter finns listade i Catalogue of Life. Enligt nyare studier bör beståndet uppdelas i fem olika arter.

## Utseende
Artens storlek varierar beroende på population. Minst är individerna från östra Zimbabwe med en kroppslängd av 17 till 20 cm, inklusive en 8 till 9 cm lång svans. I sydvästra Kalahariöken blir gnagaren med en längd av 20 till 22,5 cm (med svans), en svanslängd av 9,5 till 12 cm och en vikt av 32 till 55 g något större. Den största populationen finns i sydvästra Sydafrika med en längd av cirka 26,4 cm (med svans). På ovansidan förekommer fyra mörka längsgående strimmor med ljusare päls i mellanrummen. Annars kan ovansidans päls vara rödbrun till mörkgrå med ljusbrun skugga. Undersidan är täckt av vit päls och dessutom är svansen uppdelad i en mörk ovansida och en ljus undersida. Huvudet har samma färg som bålens ovansida med en mörk strimma över nosen till hjässans centrum. Öronen är helt täckta av korta rödbruna till orange hår.

## Utbredning och habitat
Arten förekommer i östra och södra Afrika. Den största populationen finns från Angola och Zimbabwe över Namibia och Botswana till Sydafrika. Mindre populationer lever i Kenya, Tanzania och sydöstra Kongo-Kinshasa. Rhabdomys pumilio hittas i låglandet och i bergstrakter upp till 2300 meter över havet. Habitatet utgörs av savanner och av jordbruksmark. Gnagaren betraktas i några regioner som skadedjur.

## Ekologi
Individerna är aktiva på dagen och äter gröna växtdelar, frön, buskarnas blommor som förekommer nära marken samt insekter. Hos arten dokumenterades även kannibalism. När Rhabdomys pumilio äter blommor är den delaktig i buskarnas pollinering. Boet är en självgrävd hålighet eller ett näste av växtdelar som göms bland gräset. Arten går främst på marken men den kan klättra i buskarnas lägre delar. Under den kalla årstiden kompletteras födan ofta med bark och rötter. I regioner med bra tillgång till föda lever individerna utanför parningstiden ensam och de är aggressive mot artfränder. I öknar och halvöknar bildas ofta flockar som består av en könsmogen hanne, upp till fyra könsmogna honor och 5 till 28 exemplar som inte deltar i fortplantningen. Individerna hjälper varandra med ungarnas uppfostring.
Vanligen delar en hanne revir med flera honor. Fortplantningen sker söder om ekvatorn under sommaren mellan september och april, med vissa undantag i öknar. Honan är cirka 25 dagar dräktig och sedan föds upp till 9 ungar, oftast 6. Ungarna blir efter ungefär två månader könsmogna.